# Panecillo de Pascua

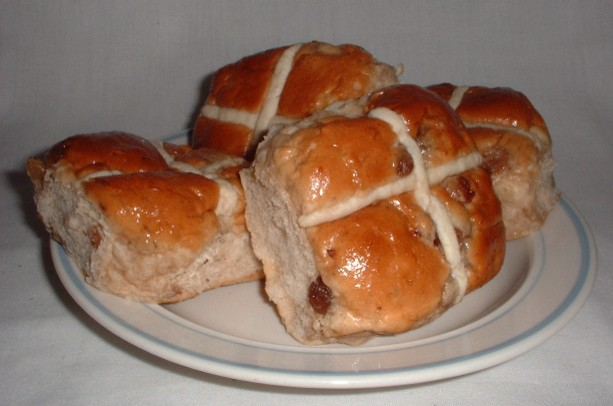
Panecillo de Pascua

El panecillo de Pascua (llamado brioche du carême —‘brioche del cuaresmo’— en francés, hot cross bun o cross-bun —‘panecillo con cruz’— en inglés y mazanec en checo) es un tipo de panecillo especiado hecho con pasas de Corinto o pasas y elevado con levadura. Lleva una cruz en su parte superior, que puede hacerse de varias formas: con masa, con una mezcla de harina y agua, con papel de arroz, con glaseado o practicando dos cortes. Es típico elaborarlo y comerlo en Viernes Santo, de donde procede su nombre.

## Historia
En muchos países históricamente cristianos es tradición comer por Pascua panecillos con cruces, como símbolo de la crucifixión. Sin embargo, se cree que son anteriores a la expansión del Cristianismo, ya que los anglosajones habrían comido bollos marcados con una cruz en honor de la diosa Ēostre (habiendo simbolizado esta marca los cuatro cuartos de la luna). Otros afirman que los antiguos griegos marcaban los pasteles con una cruz, mucho antes.
Según la escritora culinaria Elizabeth David, los reyes protestantes ingleses vieron en estos panecillos una peligrosa amenaza del catolicismo, al prepararse con la masa usada para elaborar las hostias, por lo que intentaron prohibir su venta. Pero eran tan populares que Isabel I promulgó una ley permitiendo su venta en panaderías, pero solo en Pascua y Navidad.

## Variantes

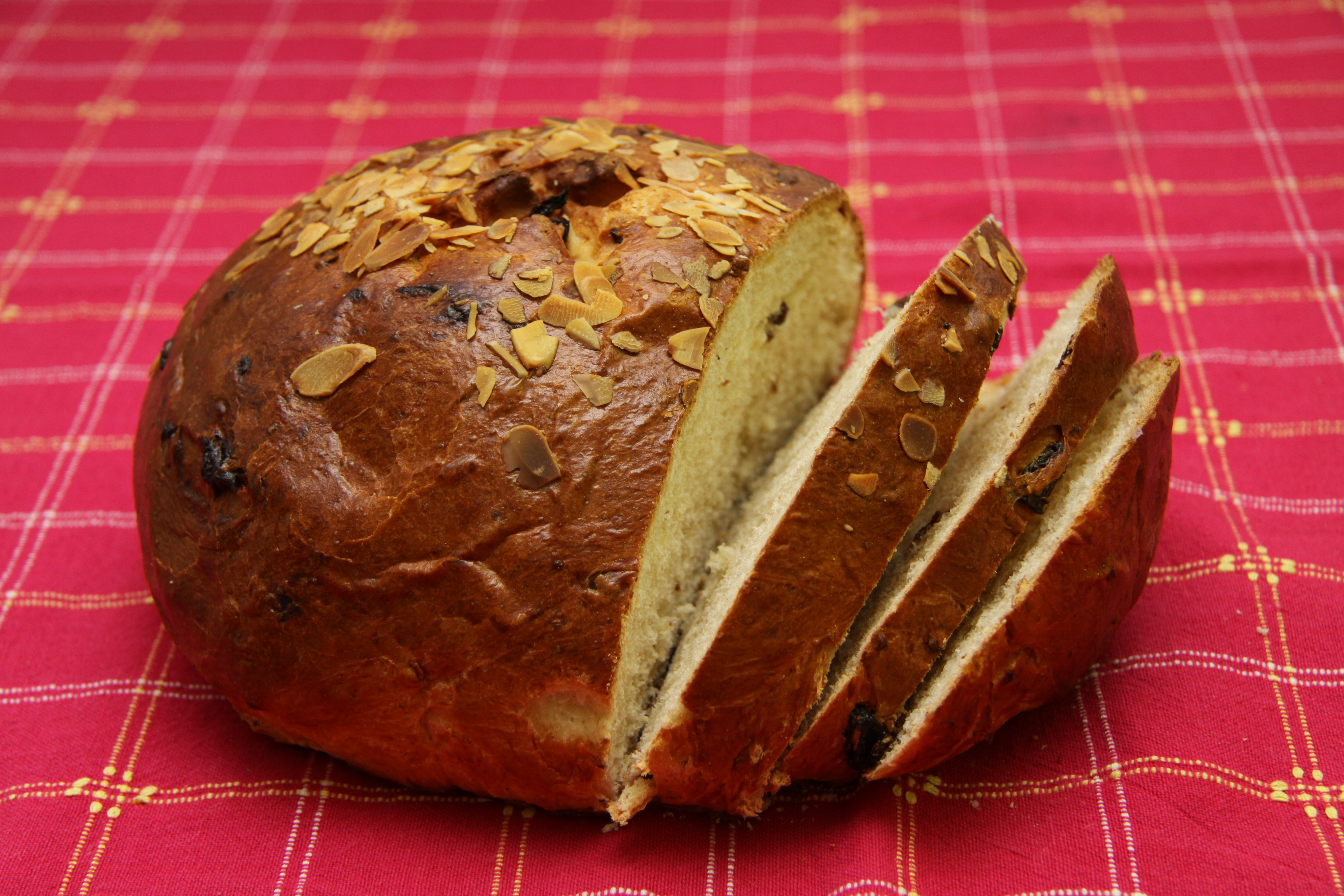
Mazanec checo.

En la República Checa el mazanec es un pastel o pan dulce parecido comido en la época de Pascua, que a menudo lleva una cruz marcada encima.